# 731 до н. е.

## Події
- Вторгнення Тіглатпаласара III у Вавилонію та разгром халдеїв.
- 731 (1 год Чжуан-бо) — Згідно «Тай пін юй лань», у Цзінь не було ні дощу, ні снігу[1].